# Ministrowie transportu Wielkiej Brytanii

## Ministrowie transportu
| Minister                             | Czas urzędowania                        |
| ------------------------------------ | --------------------------------------- |
| Eric Geddes                          | 19 maja 1919 – 7 listopada 1921         |
| William Peel, 2. wicehrabia Peel     | 7 listopada 1921 – 12 kwietnia 1922     |
| David Lindsay, 27. hrabia Crawford   | 12 kwietnia 1922 – 31 października 1922 |
| John Baird, 1. wicehrabia Stonehaven | 31 października 1922 – 22 stycznia 1924 |
| Harry Gosling                        | 24 stycznia 1924 – 3 listopada 1924     |
| Wilfrid Ashley                       | 11 listopada 1924 – 4 czerwca 1929      |
| Herbert Morrison                     | 7 czerwca 1929 – 24 sierpnia 1931       |
| John Pybus                           | 3 września 1931 – 22 lutego 1933        |
| Oliver Stanley                       | 22 lutego 1933 – 29 czerwca 1934        |
| Leslie Hore-Belisha                  | 29 czerwca 1934 – 28 maja 1937          |
| Leslie Burgin                        | 28 maja 1937 – 21 kwietnia 1939         |
| Euan Wallace                         | 21 kwietnia 1939 – 14 maja 1940         |
| John Reith                           | 14 maja 1940 – 3 października 1940      |
| John Moore-Brabazon                  | 3 października 1940 – 1 maja 1941       |

## Ministrowie transportu wojennego
| Minister                              | Czas urzędowania            |
| ------------------------------------- | --------------------------- |
| Frederick Leathers, 1. baron Leathers | 1 maja 1941 – 26 lipca 1945 |

## Ministrowie lotnictwa cywilnego
| Minister                                      | Czas urzędowania                      |
| --------------------------------------------- | ------------------------------------- |
| Philip Cunliffe-Lister, 1. wicehrabia Swinton | 8 października 1944 – 26 lipca 1945   |
| Reginald Fletcher, 1. baron Winster           | 4 sierpnia 1945 – 4 października 1946 |
| Harry Nathan, 1. baron Nathan                 | 4 października 1946 – 31 maja 1948    |
| Frank Pakenham, 1. baron Pakenham             | 31 maja 1948 – 1 czerwca 1951         |
| David Rees-Williams, 1. baron Ogmore          | 1 czerwca 1951 – 26 października 1951 |
| John Maclay                                   | 31 października 1951 – 7 maja 1952    |
| Alan Lennox-Boyd                              | 7 maja 1952 – 1 października 1953     |

## Ministrowie transportu
| Minister         | Czas urzędowania                       |
| ---------------- | -------------------------------------- |
| Alfred Barnes    | 3 sierpnia 1945 – 26 października 1951 |
| John Maclay      | 31 października 1951 – 7 maja 1952     |
| Alan Lennox-Boyd | 7 maja 1952 – 1 października 1953      |

## Ministrowie transportu i lotnictwa cywilnego
| Minister            | Czas urzędowania                       |
| ------------------- | -------------------------------------- |
| Alan Lennox-Boyd    | 1 października 1953 – 28 lipca 1954    |
| John Boyd-Carpenter | 28 lipca 1954 – 20 grudnia 1955        |
| Harold Watkinson    | 20 grudnia 1955 – 14 października 1959 |

## Ministrowie transportu
| Minister         | Czas urzędowania                            |
| ---------------- | ------------------------------------------- |
| Ernest Marples   | 14 października 1959 – 16 października 1964 |
| Tom Fraser       | 16 października 1964 – 23 grudnia 1965      |
| Barbara Castle   | 23 grudnia 1965 – 6 kwietnia 1968           |
| Richard Marsh    | 6 kwietnia 1968 – 6 października 1969       |
| Frederick Mulley | 6 października 1969 – 19 czerwca 1970       |
| John Peyton      | 23 czerwca 1970 – 15 października 1970      |

## Ministrowie transportu przemysłowego
| Minister    | Czas urzędowania                    |
| ----------- | ----------------------------------- |
| John Peyton | 15 października 1970 – 4 marca 1974 |

## Ministrowie transportu
| Minister         | Czas urzędowania                       |
| ---------------- | -------------------------------------- |
| Frederick Mulley | 7 marca 1974 – 12 czerwca 1975         |
| John Gilbert     | 12 czerwca 1975 – 10 września 1976     |
| Bill Rodgers     | 10 września 1976 – 4 maja 1979         |
| Norman Fowler    | 11 maja 1979 – 14 września 1981        |
| David Howell     | 14 września 1981 – 11 czerwca 1983     |
| Tom King         | 11 czerwca 1983 – 16 października 1983 |
| Nicholas Ridley  | 16 października 1983 – 21 maja 1986    |
| John Moore       | 21 maja 1986 – 13 czerwca 1987         |
| Paul Channon     | 13 czerwca 1987 – 24 lipca 1989        |
| Cecil Parkinson  | 24 lipca 1989 – 28 listopada 1990      |
| Malcolm Rifkind  | 28 listopada 1990 – 10 kwietnia 1992   |
| John MacGregor   | 10 kwietnia 1992 – 20 lipca 1994       |
| Brian Mawhinney  | 20 lipca 1994 – 5 lipca 1995           |
| George Young     | 5 lipca 1995 – 2 maja 1997             |

## Ministrowie środowiska, transportu i regionów
| Minister      | Czas urzędowania             |
| ------------- | ---------------------------- |
| John Prescott | 2 maja 1997 – 8 czerwca 2001 |

## Ministrowie transportu, samorządu i regionów
| Minister      | Czas urzędowania              |
| ------------- | ----------------------------- |
| Stephen Byers | 8 czerwca 2001 – 29 maja 2002 |

## Ministrowie transportu
| Minister             | Czas urzędowania                       |
| -------------------- | -------------------------------------- |
| Alistair Darling     | 29 maja 2002 – 5 maja 2006             |
| Douglas Alexander    | 5 maja 2006 – 27 czerwca 2007          |
| Ruth Kelly           | 28 czerwca 2007 – 3 października 2008  |
| Geoff Hoon           | 3 października 2008 – 5 czerwca 2009   |
| lord Adonis          | 5 czerwca 2009 – 11 maja 2010          |
| Philip Hammond       | 12 maja 2010 – 14 października 2011    |
| Justine Greening     | 14 października 2011 – 4 września 2012 |
| Patrick McLoughlin   | 4 września 2012 – 14 czerwca 2016      |
| Chris Grayling       | 14 czerwca 2016 – 24 lipca 2019        |
| Grant Shapps         | 24 lipca 2019 – 6 września 2022        |
| Anne-Marie Trevelyan | 6 września 2022 – 25 października 2022 |
| Mark Harper          | 25 października 2022 – 5 lipca 2024    |
| Louise Haigh         | 5 lipca 2024 – 29 listopada 2024       |
| Heidi Alexander      | od 29 listopada 2024                   |

## Źródła zewnętrzne
- Secretary of State for Transport – strona oficjalna (ang.)